# Краснопілля (Кальміуський район)
Краснопі́лля (МФА: [krɐsn̪oˈpʲiʎːɐ] ( прослухати); Вассерайх, Роте Колоні, № 18) — село в Україні, у Кальміуській міській громаді Кальміуського району Донецької області. Населення становить 605 осіб.

## Географія
Відстань до райцентру становить близько 25 км і проходить переважно автошляхом Т 0508. Територія села межує із землями с. Розівка Бойківського району Донецької області. Селом тече Балка Холодна.
Перебуває на території, яка тимчасово окупована російськими терористичними військами.

## Історія
Лютеранське село, засноване 1870 року під назвою Вассерайх. Засновники з Ґраунаських колоній. Лютеранські приходи Ґрунау та Розенфельд. Землі 993 (1915 р. 15 подвір'їв). Два вітряки, цегельний завод, кузня, шорна майстерня. Початкова школа.
7 (20) листопада 1917 року, відповідно до Третього Універсалу Української Центральної Ради, увійшло до складу Української Народної Республіки.

## Населення
| Рік  | Кількість мешканців |
| ---- | ------------------- |
| 1873 | 122                 |
| 1904 | 127                 |
| 1911 | 110                 |
| 1915 | 166                 |
| 1918 | 100                 |
| 1924 | 140                 |

За даними перепису 2001 року населення села становило 605 осіб, із них 36,03 % зазначили рідною мову українську, 63,64 % — російську та 0,33 % — німецьку мову.